# 米蓋爾·安東尼奧·柯里亞
米蓋爾·安東尼奧·柯里亞（Miguel Antonio Correa，1983年10月11日—）是一名阿根廷獨木舟運動員，曾代表國家參加2012年倫敦奧運的男子200公尺雙人愛斯基摩艇，並未獲得獎牌。